# Manvendra Singh Gohil
Yuvraj Shri Manvendra Singh Raghubir Singh ji Sahib (conegut com a Manvendra Singh Gohil, Manavendrasingh Gohil o Manvendra Gohil) és el príncep de l'estat indi de Rajpipla. Seguint les convencions per nomenar a la reialesa putativa índia, se l'anomena primer pel nom i no pels cognoms.
Va ser desheretat després de sortir de l'armari com a gai, però més tard va ser rebut de tornada a la família. El 2008 és l'única persona de llinatge real en l'Índia moderna que ha reconegut públicament la seva homosexualitat.
El gener de 2008, mentre estava realitzant una cerimònia anual a Rajpipla en honor del seu besavi Vijay singh Gohil, el príncep va anunciar els seus plans d'adoptar a un nen de la seva família, dient: «Fins al moment, he dut a terme totes les meves responsabilitats com a príncep i continuaré el temps que pugui. També adoptaré un nen perquè les tradicions continuïn». Si l'adopció es duu a terme, serà el primer cas d'un home gai solter que adopti un nen a l'Índia.